# دهستان دهبکری
دهستان دهبکری، یکی از دهستان‌های بخش دهبکری شهرستان بم در استان کرمان ایران است. مرکز این دهستان، شهر دهبکری است.

## جمعیت
بر پایه سرشماری عمومی نفوس و مسکن در سال ۱۳۹۵، جمعیت دهستان دهبکری برابر با ۲٬۱۸۸ نفر بوده است.